# Weihnachten bei den Louds
Weihnachten bei den Louds (Originaltitel: A Loud House Christmas) ist ein US-amerikanischer Fernsehfilm, basierend auf der Zeichentrickserie Willkommen bei den Louds. Es handelt sich um die erste Realverfilmung der Serie. Am 26. November 2021 erschien der Film in den USA bei Paramount+. Im Jahr 2022 erschien zudem die Serie Willkommen bei den echten Louds, in der ein Großteil der Schauspieler aus dem Film in dieselben Rollen schlüpfte.

## Handlung
Lincoln freut sich auf die Feiertage gemeinsam mit seiner Familie, doch als er erfährt, dass drei seiner Schwestern an Weihnachten nicht da sein werden und seine Eltern mit dem Rest der Familie nach Miami reisen wollen, stimmt ihn das zutiefst unglücklich. Gemeinsam mit seinem Freund Clyde klügelt Lincoln einen Plan aus, damit alle seine Schwestern zu Hause bleiben und seine Familie Weihnachten nicht in Miami verbringt. Dafür kreieren die beiden Jungen ein Video, in dem ein „Haiodil“ (eine Kombination aus Hai und Krokodil) einen Strand in Miami angreift. Der Plan scheint aufzugehen und die gesamte Familie will über Weihnachten doch zu Hause zu bleiben. Als das Haiodil jedoch in den Wäldern von Royal Woods gesichtet wird, bricht Panik in der Stadt aus. Es liegt nun an Lincoln und Clyde, den Schwindel aufzulösen und Lincolns Familie endlich die Wahrheit zu sagen.

## Produktion und Veröffentlichung
Am 19. Februar 2020 wurde der Film unter dem Titel „The Loud House: A Very Loud Christmas!“, welcher eine Realverfilmung der Serie sein soll, angekündigt. Der Film sollte ursprünglich Ende 2020 in den USA ausgestrahlt werden, die Produktion wurde jedoch verschoben. Am 18. März 2021 wurde enthüllt, dass die Dreharbeiten im April 2021 beginnen würden und der Film im November 2021 in den USA bei Nickelodeon Premiere feiern wird. Der Film erschien schließlich am 26. November 2021 beim Streamingdienst Paramount+ in den USA. Am Abend desselben Tages lief der Film im US-amerikanischen Fernsehen bei Nickelodeon. Direkt im Anschluss an den Film feierte auch die Episode „Die Wissenschaftssensation“ (Originaltitel: The Loudly Bones) aus der Originalserie ihre Premiere.
In Deutschland wurde der Film am 17. Dezember 2021 erstmals bei Nickelodeon Deutschland ausgestrahlt. Am 11. Dezember 2022 feierte der Film auch bei Nickelodeon Österreich und Schweiz seine Premiere. Im Gegensatz zu den Ausstrahlungen im vorherigen Jahr wurden hierbei nun zwei Lieder auf Deutsch übersetzt, während der Rest der Synchronisation unverändert blieb. Die neuere deutsche Version lief einen Tag später auch erstmals bei Nickelodeon Deutschland. Der Film sollte im Deutschen nicht mit der Episode „Weihnachten bei den Louds“, der ersten Episode der zweiten Staffel, verwechselt werden.

## Besetzung und Synchronisation
Im englischen Original werden die Figuren Lynn Loud Sr. und Katherine Mulligan von ihren Sprechern in der Serie gespielt. Die Stimmen der deutschen Synchronfassung der Serie wurden nur zum Teil übernommen. Lori, Luan, Lucy, Lisa, Lynn Sr., Rita, Bobby, Howard, Harold und Scoots werden von den jeweils gleichen Personen wie in der Serie gesprochen.
| Rolle              | Darsteller                               | Deutsche Stimme       |
| ------------------ | ---------------------------------------- | --------------------- |
| Lincoln Loud       | Wolfgang Shaeffer                        |                       |
| Clyde McBride      | Jahzir Bruno                             |                       |
| Lori Loud          | Lexi DiBenedetto                         | Katharina von Keller  |
| Leni Loud          | Dora Dolphin                             |                       |
| Luna Loud          | Sophia Woodward                          | Selina Böttcher       |
| Luan Loud          | Catherine Ashmore Bradley                | Julia Fölster         |
| Lynn Loud Jr.      | Morgan McGill                            |                       |
| Lucy Loud          | Aubin Bradley                            | Merete Brettschneider |
| Lisa Loud          | Lexi Janicek                             | Merete Brettschneider |
| Lana Loud          | Mia Allan                                | Leyla Bulut           |
| Lola Loud          | Ella Allan                               | Leyla Bulut           |
| Lily Loud          | Charlotte Ann Tucker Lainey Jane Knowles |                       |
| Lynn Loud Sr.      | Brian Stepanek                           | Oliver Böttcher       |
| Rita Loud          | Muretta Moss                             | Freya Trampert        |
| Bobby Santiago     | Matt Van Smith                           | Johannes Semm         |
| Sam Sharp          | Zoë DuVall                               |                       |
| Howard McBride     | Justin Michael Stevenson                 | Martin Lohmann        |
| Harold McBride     | Marcus Folmar                            | Gerhart Hinze         |
| Katherine Mulligan | Catherine Taber                          |                       |
| Rip Hardcore       | Brian Patrick Wade                       |                       |
| Albert „Pop-Pop“   | Bill Southworth                          |                       |
| Scoots             | Jill Jane Clements                       | Dagmar Dreke          |
| Nana Gayle         | Gail Everett-Smith                       |                       |
| Mick Swagger       | Jeff Bennett                             |                       |